# HMS Speedwell (J87)
Pour les autres navires du même nom, voir HMS Speedwell.
Le HMS Speedwell (pennant number J87) est un dragueur de mines de la classe Halcyon construit pour la Royal Navy dans les années 1930 et utilisé pendant la Seconde Guerre mondiale

## Construction
Le Speedwell est commandé le 2 mars 1934 pour le chantier naval de William Hamilton & Company de Port Glasgow en Ecosse. La pose de la quille est effectuée le 20 juin 1934, le Speedwell est lancé le 21 mars 1935 et mis en service le 30 septembre 1935.
La classe Halcyon est conçue pour remplacer la classe Hunt précédente et varie en taille et en propulsion en fonction de sa construction.
Les premiers Halcyon dont fait partie ce navire déplacent 828 t à charge standard et 1 392 t à pleine charge. Les navires ont une longueur totale de 74,9 m, un maître-bau de 10,21 m et un tirant d'eau de 2,7 m.
Ils sont propulsés par deux moteurs à vapeur à expansion verticale, chacun entraînant un arbre, utilisant la vapeur fournie par deux chaudières à trois cylindres Admiralty. Les moteurs produisent un total de 1 770 ch  (2 400 kW) et donnent une vitesse maximale de 16,5 nœuds (30,6 km/h). Le Halcyon transporte au maximum 247 t de mazout, ce qui lui donne un rayon d'action de 7 200 milles marins (13 300 km) à 10 nœuds (19 km/h).  L'effectif du navire est composé de 80 officiers et hommes d'équipage.
La classe Halcyon est armée de deux canons de marine de 4 pouces QF Mk V (102 mm); le canon avant est dans une monture à angle élevé tandis que le canon arrière est dans une monture à angle faible. Elle est également équipée de huit mitrailleuses Lewis de .303 British (7,7 mm). Plus tard dans sa carrière, le support arrière de 4 pouces est retiré, tout comme la plupart des mitrailleuses .303, un support quadruple pour les mitrailleuses Vickers de 12,7 mm est rajouté, tout comme jusqu'à quatre supports simples ou doubles pour les canons antiaériens Oerlikon de 20 mm. Pour le travail d'escorte, son équipement de dragage de mines pouvait être échangé contre environ 40 charges de profondeur.

## Histoire
Une fois terminé et mis en service le 30 septembre 1935, le Speedwell sert dans la 1re flottille de dragueurs de mines (1st Minesweeping Flotilla ou 1 MSF), rattachée à la Mediterranean Fleet (Flotte méditerranéenne), et basée à Alexandrie
Il retourne à Devonport pour un radoub qui est achevé à la fin du mois de juin. Il reste dans les eaux intérieures pour subir un nouveau radoub à Devonport au début de 1937 jusqu'en juillet 1937, date à laquelle il part pour la Méditerranée. De retour au Royaume-Uni à la fin de 1937, le Speedwell subit des réparations, des radoubs et des réarmements à Devonport, jusqu'à la fin d'avril 1938. En juillet de la même année, le Speedwell est à Sheerness, et placé en réserve, où il reste jusqu’à ce que, avec le déclenchement de la Seconde Guerre mondiale, il est réactivé le 30 septembre 1939.

### Seconde guerre mondiale
Lors de la réorganisation, le Speedwell rejoint la 5e flottille de dragueurs de mines au large de la côte Est. Alors qu'il navigue avec cette flottille au large de Cromer, le 21 octobre 1939, un avion ennemi attaque l'un des navires de la Flottille; il n’y aura pas de victimes.
En février 1940, le Speedwell, avec les navires-jumeaux (sister ship) Sphinx (J69) et Skipjack (J38), balaie par sondage une zone au nord de Kinnaird Head. Le Sphinx est attaqué par un avion ennemi et lourdement endommagé; le Speedwell le prend en remorque, et après le remorquage, le  Speedwell fait des efforts répétés pour soutenir le Sphinx qui finit par couler.
Le Speedwell participe activement à l'opération Dynamo, l'évacuation de Dunkerque entre le 27 mai et le 4 juin 1940, le Speedwell ramène 1 668 officiers et hommes en Angleterre, subissant d'importants dégâts par les attaques ennemies.
Le 29 juin 1941, un navire d'un convoi de l'Atlantique, que le Speedwell escorte, est torpillé. le Speedwell, accompagné des destroyers britanniques Malcolm (D19) et Scimitar (H21), des corvettes Arabis (K73) et Violet (K35), cherche le sous-marin responsable, et obtient un contact et libère 5 charges de profondeur. Le contact est perdu par deux fois, mais retrouve le contact et d'autres charges de profondeur sont lancées, mais sans aucun résultat visible. Alors que les escortes s'apprêtent à effectuer un deuxième balayage, un sous-marin ennemi est aperçu en surface. En raison de la vitesse limitée du Speedwell, il n'arrive sur les lieux qu'après que l'ennemi ait coulé l'U-Boot à la position géographique de 59° 52′ N, 18° 36′ O. Le sous-marin concerné était le U-651, et tout l'équipage, y compris les hommes du commandement du sous-marin, est secouru et fait prisonnier.
En 1942, le Speedwell participe à l'opération Anklet, le raid sur les îles Lofoten, puis escorté des convois russes. Le commandant du Speedwell, le lieutenant-commandant J. J. Youngs, un officier et un homme d'équipage sont mentionnés dans les dépêches pour leur dévouement au devoir en sauvant le Harmatris.
Dans le cadre de l'escorte d’un autre convoi russe, le 11 avril, le convoi est attaqué à cinq reprises par des avions ennemis, dont deux sont abattus et plusieurs autres endommagés. Le 13 avril, le Speedwell récupère les 21 survivants du navire marchand panaméen El Occidente qui a été torpillé et coulé dans l'Arctique par le U-Boot U-435 à la position géographique de 73° 28′ N, 28° 30′ E
Sur juin, le Speedwell ramasse 37 survivants du navire marchand russe SS KIEV, qui a été torpillé. Les avions ennemis ont de nouveau attaqué le convoi et quatre ont été abattus. Un U-Boot est repéré en train de naviguer à la surface alors qu'il tente d'attaquer le destroyer Marne (G35). Le Speedwell ouvre le feu sur l'ennemi, le forçant à stopper l'attaque et à plonger. Le Speedwell tente d'abord de percuter le sous-marin sans succès, puis est retourné sur zone et attaque avec des charges de profondeur. Quatre charges sont lancées par le Speedwell avant que le Marne ne le suive par une attaque plus importante. Les deux navires encerclent la position, observant une grande parcelle de pétrole à la surface. Le Speedwell  se sépare du convoi le 18 avril et se rend à Hvalfjörður, en Islande.
Plus tard en 1942, le Speedwell escorte un convoi jusqu'à Gibraltar, puis opère au large des côtes nord-africaines où il se rend pour aider le chasseur de mines Manxman (M70) qui a été torpillé.
En mai 1943, le Speedwell participe à l'opération Antidote, une opération de dragage de mines en Méditerranée, au large des côtes tunisiennes, qui vient d'être débarrassée des forces ennemies. Pour le travail effectué par son navire dans le cadre de cette opération, le commandant du Speedwell, le lieutenant-commandant T. E. Williams reçoit la Distinguished Service Cross (DSC). Plus tard en mai 1943, le Speedwell retourne au Royaume-Uni et est basé à Leith pendant l’été.
En septembre 1943, le Speedwell soulage le Britomart (J22), travaillant dans les eaux du nord de la Russie jusqu'en février 1944. Alors qu’il escorte le pétrolier américain Culpepper" le 25 octobre 1943, le Speedwell s'échoue au large d'Akureyri. Aucun dommage n'est causé et les deux navires arrivent à Hvalfjörður plus tard.
Au retour, le Speedwell rejoint le 1MSF au large de la côte eEst. Pendant la phase d’assaut de l'invasion de la Normandie le 6 juin 1944, le Speedwell est l'un des navires qui balayent un chenal pour la Force 5, la force navale qui couvre le débarquement à Ouistreham. Par la suite, il aide à garder l des canaux balayés sans présence de mines pour le passage des troupes, des munitions et des fournitures aux armées alliées.
Pendant le reste de la guerre, le Speedwell continue d'effectuer des tâches de dragage de mines entre Harwich et le continent, dégageant plus tard la route vers Hambourg et dans la baie de Heligoland en Allemagne.

### Après-guerre
À la fin de 1945, il est réduit dans la réserve de Chatham et s’établit à Harwich. Le 5 décembre 1946, il est vendu et devient le navire marchand TOPAZ, immatriculé à Anvers. Alors qu’il se rendait aux briseurs de navires néerlandais le 11 mai 1954, il fut détruit (?) et fut mis au rebut à Dordrecht.

### Participation auxconvois
Le Speedwell a navigué avec les convois suivants au cours de sa carrière:
1. Convoi GUS 5A
2. Convoi GUS 6
3. Convoi HX 120
4. Convoi HX 133
5. Convoi HX 140
6. Convoi HX 145
7. Convoi JW 54B
8. Convoi JW 55A
9. Convoi KX 4B
10. Convoi MKS 1A
11. Convoi MKS 7
12. Convoi MKS 14G
13. Convoi OB 311
14. Convoi OB 338
15. Convoi ON 1
16. Convoi PQ 8
17. Convoi PQ 12
18. Convoi PQ 13
19. Convoi QP 6
20. Convoi QP 7
21. Convoi QP 9
22. Convoi QP 10
23. Convoi RA 55B
24. Convoi RA56
25. Convoi SC 36
26. Convoi SC 40
27. Convoi SL/MKS 130MK
28. Convoi UGS 6

### Commandement
- Lieutenant Commander (Lt.Cdr.) (en retraite) Frederick Richard Guy Maunsell (RN) du 15 juin 1939 au 26 février 1941
- Lieutenant Commander (Lt.Cdr.) (RNR) Joseph John Youngs du 26 février 1941 au 10 juillet 1942
- Lieutenant Commander (Lt.Cdr.) (RNR) Thomas Edward Williams du 10 juillet 1942 au 13 décembre 1944
- T/A/Lieutenant Commander (T/A/Lt.Cdr.) (RNR) Herman Arnold Ledeboer du 13 décembre 1944 au 20 juin 1945
- A/Lieutenant Commander (A/Lt.Cdr.) (RN) Roderick Charles Oliver du 20 juin 1945 à fin 1945